# Hermann Hinterstoisser
Hermann Hinterstoisser (ur. 7 grudnia 1861, zm. 12 sierpnia 1932) – dyrektor Szpitala Śląskiego w Cieszynie w latach 1892–1930, wybitny chirurg i ginekolog, wieloletni członek władz miejskich Cieszyna, działacz niemieckich stowarzyszeń, w 1917 roku otrzymał tytuł Honorowego Obywatela Cieszyna za prowadzenie szpitala i wkład w rozwój opieki medycznej.

## Życiorys
Urodzony jako syn leśniczego, Hinterstoisser po ukończeniu szkoły podstawowej w Aigen studiował w liceum Collegium Mariano-Rupertinum w Salzburgu. Podczas studiów, w 1881 r., został członkiem Burschenschaftu, w którym honorowym członkiem został w 1902 r. W 1887 roku został doktorem medycyny i zaczął pracować w szpitalu garnizonowym w Wiedniu. W latach 1887/88 został przydzielony do szpitalu klinicznego Theodora Billrotha. W 1890 r. został lekarzem pułkowym. Około 1891/92 studiował u Rudolfa Chrobaka na Uniwersytecie Wiedeńskim. W 1892 objął posadę dyrektora w szpitalu powszechny zboru ewangelickiego w Cieszynie. Przez następne kilka dekad dr Hinterstoisser sprawował również funkcję ordynatora oddziału chirurgicznego i ginekologicznego, przeprowadzając setki operacji i uzyskując status jednego z najlepszych austriackich chirurgów. Założył Związek Wschodniośląskich Lekarzy w Cieszynie, napisał kilkadziesiąt artykułów publikowanych w czasopismach medycznych.
Jego brat był pisarzem wojskowym i pionierem austriackiego lotnictwa Franz Hinterstoisser.